# Privatbanerne i Thy
Privatbanerne i Thy er tre jernbanestrækninger, som var optaget i jernbanelovene, men aldrig blev anlagt. De havde ingen direkte forbindelse med hinanden, men skulle være sidebaner til hhv. Thybanen og Thisted-Fjerritslev Jernbane.

## Hurup-Vestervig-Agger
Hurup-Vestervig-Agger var med i den første store jernbanelov fra 1894 og var et af de meget få projekter i denne lov, der ikke blev realiseret. Strækningen på ca. 13 km gav mulighed for følgende stationer:
- Hurup – forbindelse med Thybanen
- Gydkær
- Vestervig
- Agger

## Sjørring-Nørre Vorupør
Sjørring-Nørre Vorupør var med i den store jernbanelov fra 1918. Strækningen på ca. 16 km gav mulighed for følgende stationer:
- Sjørring – forbindelse med Thybanen
- Jannerup
- Faddersbøl
- Sønder Vorupør
- Nørre Vorupør

## Nors-Hanstholm
I 1917 besluttede Rigsdagen at anlægge en fiskerihavn i Hanstholm og anlægge en jernbane dertil. En sidebane til Thisted-Fjerritslev Jernbane fra Nors til Hanstholm var med i Lov af 31. marts 1917. 
Strækningen på ca. 17 km gav mulighed for følgende stationer:
- Nors – forbindelse med Thisted-Fjerritslev Jernbane
- Tved
- Ræhr
- Hanstholm

Muligheden for at anlægge statsbane til Hanstholm ved at forlænge Thybanen, evt. uden om Thisted, blev dog også undersøgt. Men i 1920 løb man ind i så store problemer med anlægget af havnen, at hele Hanstholm-projektet næsten blev sat i stå.
Under Besættelsen blev det planlagt at anlægge en smalsporsbane Nors-Hanstholm for at transportere materialer til Værnemagtens store fæstninganlæg i Hanstholm. Men der blev anlagt betonvej i stedet.